# ITU News
ITU News , tidigare Journal Télégraphique. Officiell publikation från ITU, International Telecommunication Union. Utgavs första gången 1869 och utkommer med 10 nr per år.